# Vito Luciani
Vito Luciani (Bari, 21 luglio 1859 – Acquaviva delle Fonti, 15 agosto 1951) è stato un politico italiano.

## Biografia
Nacque a Bari nel 1859. Si laureò in Giurisprudenza. Di professione avvocato, fu deputato alla Camera dalla XXII alla XXVI legislatura (1904-1924).
Sottosegretario al Ministero dei lavori pubblici, dal marzo 1910 al marzo 1911 nel Governo Luzzatti. 
Fu Ministro per la ricostruzione delle terre liberate dal nemico del Governo Facta II dal 1º agosto al 31 ottobre 1922.
Morì nel 1951 ad Acquaviva delle Fonti.